# Ruslan Fedotěnko
Ruslan Viktorovyč Fedotěnko (ukrajinsky Руслан Вікторович Федотенко, * 18. ledna 1979 Kyjev) je bývalý ukrajinský hokejový útočník.

## Hráčská kariéra
Je odchovancem klubu Sokol Kyjev a od roku 1996 hrál ve Finsku za juniorku TPS. Od roku 1997 působil v nižších severoamerických soutěžích a v roce 2000 debutoval v National Hockey League v týmu Philadelphia Flyers. Později hrál za Tampa Bay Lightning, New York Islanders, Pittsburgh Penguins a New York Rangers. Celkem odehrál v NHL ve dvanácti sezónách 863 zápasů a byl autorem 173 branek a 193 asistencí. Získal Stanley Cup v roce 2004 s Tampa Bay Lightning, kdy vstřelil obě branky svého týmu v rozhodujícím sedmém zápase finálové série, a v roce 2009 s Pittsburgh Penguins. V letech 2012 až 2014 hrál Kontinentální hokejovou ligu za HK Donbass Doněck, po vypuknutí války se vrátil do USA, kde hrál za Iowa Wild
Reprezentoval Ukrajinu na Zimních olympijských hrách 2002. V letech 2004, 2009 a 2012 byl vyhlášen ukrajinským hokejistou roku.
Kariéru ukončil v říjnu 2016.

## Ocenění a úspěchy
- 1999 USHL - První All-Star Tým
- 2004 NHL - Vítězný gól

## Prvenství

### NHL
- Debut - 24. října 2000 (New York Rangers proti Philadelphia Flyers)
- První asistence - 26. října 2000 (Philadelphia Flyers proti New York Rangers)
- První gól - 4. listopadu 2000 (Philadelphia Flyers proti Buffalo Sabres, českému brankáři Dominiku Haškovi)

### KHL
- Debut - 23. září 2012 (Atlant Mytišči proti HK Donbass)
- První asistence - 9. října 2012 (HK Donbass proti Severstal Čerepovec)
- První gól - 15. října 2012 (Avangard Omsk proti HK Donbass, finskému brankáři Karri Ramo)
- První hattrick - 24. října 2012 (HK Donbass proti Metallurg Magnitogorsk)

## Klubová statistika
| Sezóna       | Klub                  | Soutěž       |     | Základní část | Základní část | Základní část | Základní část | Základní část |    | Play off | Play off | Play off | Play off | Play off |
| Sezóna       | Klub                  | Soutěž       | Z   | G             | A             | B             | TM            | Z             | G  | A        | B        | TM       |          |          |
| 1995–96      | Sokol Kyjev           | MHL          | 2   | 0             | 0             | 0             | 0             | —             | —  | —        | —        | —        |          |          |
| 1995–96      | Sokol Kyjev           | VLLH         | 33  | 9             | 11            | 20            | 12            | —             | —  | —        | —        | —        |          |          |
| 1996–97      | Turun Palloseura 18   | SM-s 18      | 3   | 3             | 2             | 5             | 2             | —             | —  | —        | —        | —        |          |          |
| 1996–97      | Turun Palloseura 20   | SM-l 20      | 11  | 1             | 1             | 2             | 2             | —             | —  | —        | —        | —        |          |          |
| 1996–97      | Turku HT              | 2. Divis.    | —   | —             | —             | —             | —             | 3             | 1  | 0        | 1        | 2        |          |          |
| 1996–97      | Kiekko-67             | 1. Divis.    | 22  | 4             | 3             | 7             | 16            | —             | —  | —        | —        | —        |          |          |
| 1997–98      | Melfort Mustangs      | SJHL         | 68  | 35            | 31            | 66            | 55            | 4             | 0  | 2        | 2        | 2        |          |          |
| 1998–99      | Sioux City Musketeers | USHL         | 55  | 43            | 34            | 77            | 139           | 5             | 5  | 1        | 6        | 9        |          |          |
| 1999–00      | Trenton Titans        | ECHL         | 8   | 5             | 3             | 8             | 9             | —             | —  | —        | —        | —        |          |          |
| 1999–00      | Philadelphia Phantoms | AHL          | 67  | 16            | 34            | 50            | 42            | 2             | 0  | 0        | 0        | 0        |          |          |
| 2000–01      | Philadelphia Phantoms | AHL          | 8   | 1             | 0             | 1             | 8             | —             | —  | —        | —        | —        |          |          |
| 2000–01      | Philadelphia Flyers   | NHL          | 74  | 16            | 20            | 36            | 72            | 6             | 0  | 1        | 1        | 4        |          |          |
| 2001–02      | Philadelphia Flyers   | NHL          | 78  | 17            | 9             | 26            | 43            | 5             | 1  | 0        | 1        | 2        |          |          |
| 2002–03      | Tampa Bay Lightning   | NHL          | 76  | 19            | 13            | 32            | 44            | 11            | 0  | 1        | 1        | 2        |          |          |
| 2003–04      | Tampa Bay Lightning   | NHL          | 77  | 17            | 22            | 39            | 30            | 22            | 12 | 2        | 14       | 14       |          |          |
| 2005–06      | Tampa Bay Lightning   | NHL          | 80  | 26            | 15            | 41            | 44            | 5             | 0  | 0        | 0        | 20       |          |          |
| 2006–07      | Tampa Bay Lightning   | NHL          | 80  | 12            | 20            | 32            | 52            | 4             | 0  | 0        | 0        | 4        |          |          |
| 2007–08      | New York Islanders    | NHL          | 67  | 16            | 17            | 33            | 40            | —             | —  | —        | —        | —        |          |          |
| 2008–09      | Pittsburgh Penguins   | NHL          | 65  | 16            | 23            | 39            | 44            | 24            | 7  | 7        | 14       | 4        |          |          |
| 2009–10      | Pittsburgh Penguins   | NHL          | 80  | 11            | 19            | 30            | 50            | 6             | 0  | 0        | 0        | 4        |          |          |
| 2010–11      | New York Rangers      | NHL          | 66  | 10            | 15            | 25            | 25            | 5             | 0  | 2        | 2        | 4        |          |          |
| 2011–12      | New York Rangers      | NHL          | 73  | 9             | 11            | 20            | 16            | 20            | 2  | 5        | 7        | 8        |          |          |
| 2012–13      | HK Donbass            | KHL          | 33  | 8             | 10            | 18            | 22            | —             | —  | —        | —        | —        |          |          |
| 2012–13      | Philadelphia Flyers   | NHL          | 47  | 4             | 9             | 13            | 12            | —             | —  | —        | —        | —        |          |          |
| 2013–14      | HK Donbass            | KHL          | 46  | 7             | 10            | 17            | 42            | 13            | 0  | 6        | 6        | 35       |          |          |
| 2014–15      | Iowa Wild             | AHL          | 13  | 3             | 0             | 3             | 6             | —             | —  | —        | —        | —        |          |          |
| 2015–16      | Iowa Wild             | AHL          | 16  | 0             | 4             | 4             | 8             | —             | —  | —        | —        | —        |          |          |
| Celkem v NHL | Celkem v NHL          | Celkem v NHL | 863 | 173           | 193           | 366           | 472           | 108           | 22 | 18       | 40       | 66       |          |          |

## Reprezentace
| Rok                       | Tým                       | Soutěž                    | Z | G | A | B | TM |
| ------------------------- | ------------------------- | ------------------------- | - | - | - | - | -- |
| 1996                      | Ukrajina 18               | MEJ B                     | 5 | 2 | 1 | 3 | 0  |
| 1996                      | Ukrajina 20               | MSJ                       | 6 | 0 | 1 | 1 | 2  |
| 1997                      | Ukrajina 18               | MEJ                       | 6 | 0 | 2 | 2 | 4  |
| 1997                      | Ukrajina 20               | MSJ B                     | 7 | 3 | 0 | 3 | 8  |
| 2002                      | Ukrajina                  | OH                        | 1 | 1 | 0 | 1 | 4  |
| 2013                      | Ukrajina                  | OH-K                      | 3 | 2 | 3 | 5 | 2  |
| Seniorská kariéra celkově | Seniorská kariéra celkově | Seniorská kariéra celkově | 1 | 1 | 0 | 1 | 4  |